# 296907 Alexander
296907 Alexander è un asteroide della fascia principale. Scoperto nel 2010, presenta un'orbita caratterizzata da un semiasse maggiore pari a 3,1633784 UA e da un'eccentricità di 0,0781389, inclinata di 10,47901° rispetto all'eclittica.
L'asteroide è dedicato all'astronoma statunitense Claudia Alexander.